# 世宗大王級駆逐艦
世宗大王級駆逐艦（せいそうだいおうきゅうくちくかん・セジョンデワンきゅうくちくかん）は、大韓民国海軍のミサイル駆逐艦の艦級。計画名はKDX-III。
イージスシステムを搭載しており、本級の就役により、大韓民国はアメリカ合衆国、日本、スペイン、ノルウェーに次いで世界で5番目のイージス艦保有国となる。

## 来歴
大韓民国海軍では、1970年前後にフレッチャー級駆逐艦を導入して艦隊駆逐艦の運用に着手したのち、1980年代には更にFRAM改修型のアレン・M・サムナー級、ギアリング級を導入し、洋上作戦能力の強化を図っていた。一方、1970年代に朴正煕政権が発表した「自己完結型の国防力整備を目指した8ヶ年計画」に基づき、戦闘艦の国産化が着手され、まず東海級コルベットや蔚山級フリゲートが建造された。
続いて初の国産駆逐艦としてKDX-I型（広開土大王級）が建造されることになり、当初は17～20隻の建造が計画されたものの、実際には1995年から2000年にかけて3隻が建造されるに留まった。またこれに続いて、韓国初の防空艦としてKDX-II型（李舜臣級）が建造され、2003年から2008年にかけて6隻が就役した。
一方、これと並行して、より先進的な防空艦の取得計画が進められており、1996年からの概念設計を経て、2001年より詳細設計が開始された。搭載システムとしては、欧州のAPARとアメリカのイージス武器システム（AWS）が遡上に載せられており、既にイージス艦を運用していた海上自衛隊への問い合わせも含めて検討を重ねた結果、2002年7月には搭載システムとしてAWSが選定された。これによって建造されたのが本級である。

## 設計
KDX-IIの設計はKDX-Iと共通点が多かったのに対し、本級の設計は全く別系統で、アメリカ海軍のアーレイ・バーク級フライトIIAをタイプシップとしている。ただし国産VLSの追加搭載などに伴った設計変更が行われており、アーレイ・バーク級フライトIIAと比して、全長で9.7メートル、幅で1.1メートル大きくなり、基準排水量で約1,000トンの差がある。また艦首から艦橋までの前甲板に顕著なブルワークが付されている。水線下の形状もアーレイ・バーク級とは明らかに異なり、流体力学上不合理なものとなっているとも指摘されている。
なおメインマストの左右にある支柱は後から追加されたものであり、当初の構想図にも1番艦の進水時にもなかったものである。
主機も、KDX-I/IIではCODOG方式を採用していたのに対し、本級ではアーレイ・バーク級と同様に、ゼネラル・エレクトリック LM2500ガスタービンエンジン4基で可変ピッチ・プロペラ2軸を駆動するCOGAG方式となっている。なおこのLM2500は、サムスンテックウィン社によってライセンス生産されている。
なお2014年10月26日には、本級全艦の水中放射雑音が設定された基準値を超えていることが判明した。軍はネームシップの就役3ヶ月前の2008年9月にこの問題を把握していたが、就役が近いという理由で納入メーカーに数億ウォンの賠償金を課しただけで実戦配備していた。

## 装備
上記の経緯より、本級はAWSを中核とした戦闘システムを備えており、米ロッキード・マーティン社によって、イージス艦載戦闘システム (AEGIS Shipboard Combat System)として統合されている。1-3番艦はバッチ1、4番艦以降はバッチ2と区別されている。

### C4ISTAR
戦闘システムの中核となるイージス武器システム（AWS）は、1-3番艦はベースライン7.1の発展型が搭載され、4番艦からはベースライン9が搭載された。多機能レーダーはAN/SPY-1D(V)が採用されており、そのパッシブ・フェーズドアレイ・アンテナの装備要領はアーレイ・バーク級フライトIIAと同様である。
探信儀としては、タレス社と共同開発したDSQS-21BZ-Mを搭載した。対潜戦システムとしては、アーレイ・バーク級ではAN/SQQ-89が搭載されていたのに対し、本級ではASWCS-Kが搭載された。これはノルウェー海軍のイージス艦であるフリチョフ・ナンセン級フリゲートで搭載されたコングスベルグ社のMSI-2005F対潜システムをもとに、同社とロッキード・マーティン社が共同で開発したものである。またCAPTAS Mk.2(V)1曳航ソナーも搭載された。
電波探知妨害装置としては、アーレイ・バーク級フライトIIAではAN/SLQ-32(V)3が搭載されていたのに対し、本級では、KDX-IIと同系統のSLQ-200(V)1K「ソナタ」が搭載された。またこれと連動するデコイ発射機も、KDX-I/IIと同じくKDAGAIE Mk.2を搭載した。

#### 衛星通信
本級は、就役当初、アメリカ軍の衛星通信システムに連接する能力を持っていないことが指摘されていた。しかしその後、Mini-DAMAとして知られるAN/USC-42衛星通信端末用のAV2099衛星通信アンテナを搭載していることが確認されており、またアメリカ側も対外有償軍事援助により同端末を韓国に対して輸出したことを発表している。
また、韓国軍自身の通信基盤として、ムグンファ3号・5号によるANASIS衛星通信システムも導入されている。このほか、民間の商用衛星通信として、有名なインマルサットや、アメリカのKVHインダストリーズ社と日本のスカパーJSAT社によるローミング・サービスも搭載している。これらは、アメリカ軍が同盟国との統合作戦に使用するために整備しているCENTRIXSなどに接続するために用いられる。

### 武器システム
艦対空ミサイルの発射装置として、艦首甲板に48セル、また艦尾側に32セルのMk.41 VLSを備えている。ミサイルとしてはSM-2MRブロックIIIB艦隊防空ミサイルまたはESSM個艦防空ミサイルが搭載されており、またSM-2についてはSM-6への更新が決定された。
艦対艦ミサイルとしては、国産の海星（ヘ・ソン）の4連装発射筒を4基搭載する。また艦尾側のMk.41と並べて国産のVLSを48セル備えており、紅鮫対潜ミサイル16発および天竜（チョニョン）艦対地ミサイル32発を収容している。
艦砲はKDX-IIと同構成で、62口径127mm単装砲（Mk.45 mod.4 5インチ砲）を艦首甲板に搭載した。CIWSはKDX-IIと同構成で、RAM近接防空ミサイルとゴールキーパーを併用している。
短距離用の対潜兵器もKDX-IIと同じくK745「青鮫」魚雷の324mm3連装短魚雷発射管（Mk.32）を搭載した。

## 比較表
|          |            | まや型                                | ホバート級                          | 世宗大王級 バッチ1         | タイコンデロガ級 AMOD改修艦         | アーレイ・バーク級 フライトIIA           |
| -------- | ---------- | ------------------------------------- | ----------------------------------- | -------------------------- | ----------------------------------- | ---------------------------------------- |
| 船体     | 満載排水量 | 10,250 t                              | 7,000 t                             | 10,290 t                   | 9,763 t - 10,010 t                  | 9,648 t                                  |
| 船体     | 全長       | 170 m                                 | 146.7 m                             | 165 m                      | 172.46 m                            | 155.3 m                                  |
| 船体     | 全幅       | 21.0 m                                | 18.6 m                              | 21.4 m                     | 16.76 m                             | 20.1 m                                   |
| 主機     | 方式       | COGLAG                                | CODOG                               | COGAG                      | COGAG                               | COGAG                                    |
| 主機     | 出力       | 69,000 ps                             | 47,000 hp                           | 105,000 hp                 | 86,000 hp                           | 100,000 hp                               |
| 主機     | 速力       | 30 kt                                 | 28 kt以上                           | 30 kt以上                  | 30 kt以上                           | 30 kt以上                                |
| 兵装     | 砲熕       | 62口径5インチ単装砲×1基               | 62口径5インチ単装砲×1基             | 62口径5インチ単装砲×1基    | 62口径5インチ単装砲×2基             | 62口径5インチ単装砲×1基                  |
| 兵装     | 砲熕       | 20mmCIWS×2基                          | 20mmCIWS×1基                        | 30mmCIWS×1基               | 20mmCIWS×2基                        | 20mmCIWS×2基                             |
| 兵装     | 砲熕       | 20mmCIWS×2基                          | 20mmCIWS×1基                        | 30mmCIWS×1基               | 25mm単装機関砲×2基                  |                                          |
| 兵装     | 砲熕       | 20mmCIWS×2基                          | 20mmCIWS×1基                        | 30mmCIWS×1基               | 12.7mm単装機銃×4基                  |                                          |
| 兵装     | ミサイル   | Mk.41 VLS×96セル (SM-2MR, SM-3, 07式) | Mk.41 VLS×48セル (SM-2, SM-6, ESSM) | Mk.41 VLS×80セル (SM-2)    | Mk.41 VLS×122セル (SM-2, VLA, TLAM) | Mk.41 VLS×96セル (SM-2, ESSM, VLA, TLAM) |
| 兵装     | ミサイル   | Mk.41 VLS×96セル (SM-2MR, SM-3, 07式) | Mk.41 VLS×48セル (SM-2, SM-6, ESSM) | K-VLS×48セル (天竜, 紅鮫)  | Mk.41 VLS×122セル (SM-2, VLA, TLAM) | Mk.41 VLS×96セル (SM-2, ESSM, VLA, TLAM) |
| 兵装     | ミサイル   | Mk.41 VLS×96セル (SM-2MR, SM-3, 07式) | Mk.41 VLS×48セル (SM-2, SM-6, ESSM) | RAM 21連装発射機×1基       | Mk.41 VLS×122セル (SM-2, VLA, TLAM) | Mk.41 VLS×96セル (SM-2, ESSM, VLA, TLAM) |
| 兵装     | ミサイル   | SSM 4連装発射筒×2基                   | ハープーン 4連装発射筒×2基          | 海星 4連装発射筒×4基       | ハープーン 4連装発射筒×2基          | ―                                        |
| 兵装     | 水雷       | 324mm3連装短魚雷発射管×2基            | 324mm3連装短魚雷発射管×2基          | 324mm3連装短魚雷発射管×2基 | 324mm3連装短魚雷発射管×2基          | 324mm3連装短魚雷発射管×2基               |
| 艦載機   | 艦載機     | SH-60K×1機                            | MH-60R×1機                          | スーパーリンクスMk.99×2機  | MH-60R×2機                          | MH-60R×2機                               |
| 同型艦数 | 同型艦数   | 2隻                                   | 3隻                                 | 3隻                        | 11隻（1隻退役）                     | 47隻予定                                 |

## 同型艦

### 一覧表
| バッチ | 艦番号  | 艦名                                   | 建造         | 起工            | 進水            | 就役            |
| ------ | ------- | -------------------------------------- | ------------ | --------------- | --------------- | --------------- |
| 1      | DDG-991 | 世宗大王 （セジョンデワン）            | 現代重工業   | 2006年 5月20日  | 2007年 5月25日  | 2008年 12月22日 |
| 1      | DDG-992 | 栗谷李珥 （ユルゴク・イ・イ）          | 大宇造船海洋 | 2006年 11月9日  | 2008年 11月14日 | 2010年 8月31日  |
| 1      | DDG-993 | 西厓柳成龍 （ソエ・リュ・ソンニョン）  | 現代重工業   | 2007年 12月28日 | 2011年 3月24日  | 2012年 8月30日  |
| 2      | DDG-995 | 正祖大王 （チョンジョ・デワン）        | 現代重工業   | 2021年 10月5日  | 2022年 7月28日  | 2024年 11月27日 |
| 2      | DDG-996 | 茶山丁若鏞 (タサン・チョン・ヤギョン） | 現代重工業   |                 |                 | 2026年予定      |
| 2      | DDG-997 |                                        |              |                 |                 |                 |

### 運用史
1番艦は現代重工業に2004年8月25日に発注され、2004年11月に1番艦の建造着工。2008年12月実戦配備。当初、安龍福とし、池徳七、尹永夏が艦名候補として検討されたが、2007年に世宗大王と名付けられた。また、同年6月28日には尹永夏が犬鷲型ミサイル艇に命名され、艦名候補から外れた。竣工当初は運用維持及び補修などに必要な予算確保などの問題があるとの指摘もあった。
その後、2013年12月10日、韓国軍当局はイージス艦3隻を新たに導入し、6隻態勢に増強する計画を確定した。
現代重工業がKDX-IIIバッチIIの1番艦を2019年10月に、2番艦を2021年11月にそれぞれ受注。2021年10月に1番艦の起工式が行われた（着工自体は2021年2月16日）。韓国海軍と防衛事業庁は、2022年7月28日に進水式を開催したと発表した。2024年11月27日に就役した。
バッチ1最終艦の竣工から約10年の期間あり、K-VLS2の採用など各種装備に変更が行われているため、別級に分類される可能性もある。